# Transport ferroviaire en Thaïlande
Plan
Le transport ferroviaire en Thaïlande dépend depuis 1951 de la Chemins de fer d'État de Thaïlande (en) (SRT, en thaï การรถไฟแห่งประเทศไทย). Il est relativement peu développé par rapport à ceux des autres États de la région, avec en 2013 environ soit 4 070 km ou 4 136 km de voies à sens unique dont environ 80 électrifiés (dont environ 30 pour le SkyTrain de Bangkok dépendant du métro de Bangkok dont les travaux étaient toujours en cours en 2013). Il transporte environ 45 millions de passagers en 2010 contre 85 millions en 1990.
Le train est le moyen de transport le plus économique en Thaïlande. La vitesse moyenne est assez faible, de l'ordre de 40 km/h voire moins et le respect des horaires est faible hors le réseau de Bangkok.

## Historique
Comme tous les grands projets d'infrastructure de l'histoire de la Thaïlande, la construction de voies ferrées a vu sa part de faux départs bien intentionnés, de problèmes financiers, de plans grandioses et de propositions non exécutés durant la seconde moitié du XIXe siècle. De fait, ce pays est le dernier de l’Asie du Sud-Est où démarra la construction d'une voie ferrée.
Le premier chemin de fer a été proposé en 1859, mais le premier lien ferroviaire privé a démarré en avril 1893, entre Samut Prakan (alors nommé Paknam) et Bangkok. Cette ligne a été désaffectée en 1960.
Le premier chemin de fer officiel a été inauguré en mars 1897 par le roi Rama V à Ayutthaya,. Elle est gérée par la Royal State Railways of Siam (RSR), créée en 1890, qui deviendra en 1951 la State Railway of Thailand (SRT). Elle est alors de voie normale avec un écartement des rails est de 1 435 mm mais en septembre 1919 il est décidé de la standardiser en voie métrique.
Durant la Seconde Guerre mondiale, l'empire du Japon fait construire la ligne Siam-Birmanie entre 1942 et 1943, plus de 100 000 autochtones et prisonniers de guerre périssent lors de ce chantier.
Depuis 2004, des attentats du au conflit dans le sud de la Thaïlande perturbe régulièrement le trafic dans les provinces de Pattani, Yala et Narathiwat.
Modèle:Rerfnec
En 2016, deux lignes électriques rapides sont en cours de construction entre Bangkok et Nakhon Ratchasima avec l'aide de la Chine pour des trains modernes devant aller à 180 km/h, ainsi qu’entre Bangkok et Chiang Mai avec une vitesse prévue de 200 km/h avec l'aide du Japon. Des lignes LGV sont envisagées pour les années à venir.

## Organisation

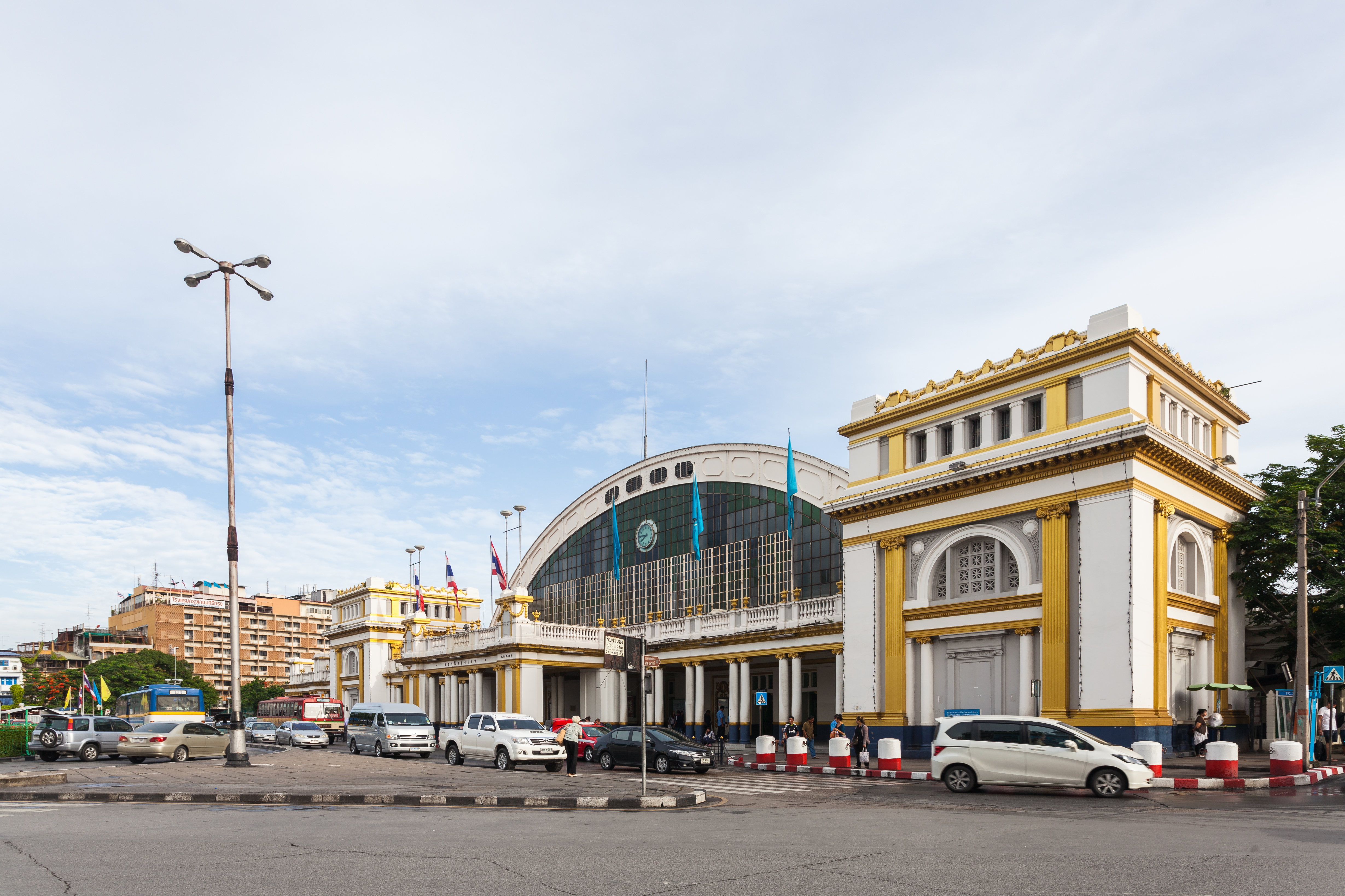
La gare Hua Lamphong en 2013.

La gare Hua Lamphong, au centre de Bangkok, est actuellement le point de départ des lignes de trains partant vers tout le pays. 
Les quatre lignes principales sont : 
- le réseau nord, qui va jusqu'à Chiang Mai,
- le réseau nord-est, qui va jusqu'à Ubon Ratchathani et au pont de l'amitié lao-thaïlandaise à la frontière laotienne depuis le 5 mars 2009[9],
- le réseau est, qui va jusqu'à Aranyaprathet, à la frontière cambodgienne (le chemin de fer s'arrête à 20 mètres de la frontière, le reste, qui permettait de se rendre directement en train jusqu'à Phnom-Penh, a été détruit sous le régime des Khmers rouges)
- le réseau sud, qui va jusqu'à la frontière malaisienne. La gare de Thonburi est le point de départ des trains pour Kanchanaburi et le célèbre pont de la rivière Kwaï emprunté par la voie ferrée Siam-Birmanie, connue comme la « Voie ferrée de la mort », qui s’arrête dans les années 2000 à Nam Tok Sai Yok Noi (en).

Les travaux préparatoires pour une ligne de 845 km en double voie d'un écartement de rails standard de 1 435 millimètres, avec des trains pouvant atteindre une vitesse maximale de 160 à 180 kilomètres par heure, qui reliera Bangkok à la ville de Nong Khai commencent le 19 décembre 2015 pour une mise en chantier en 2016.

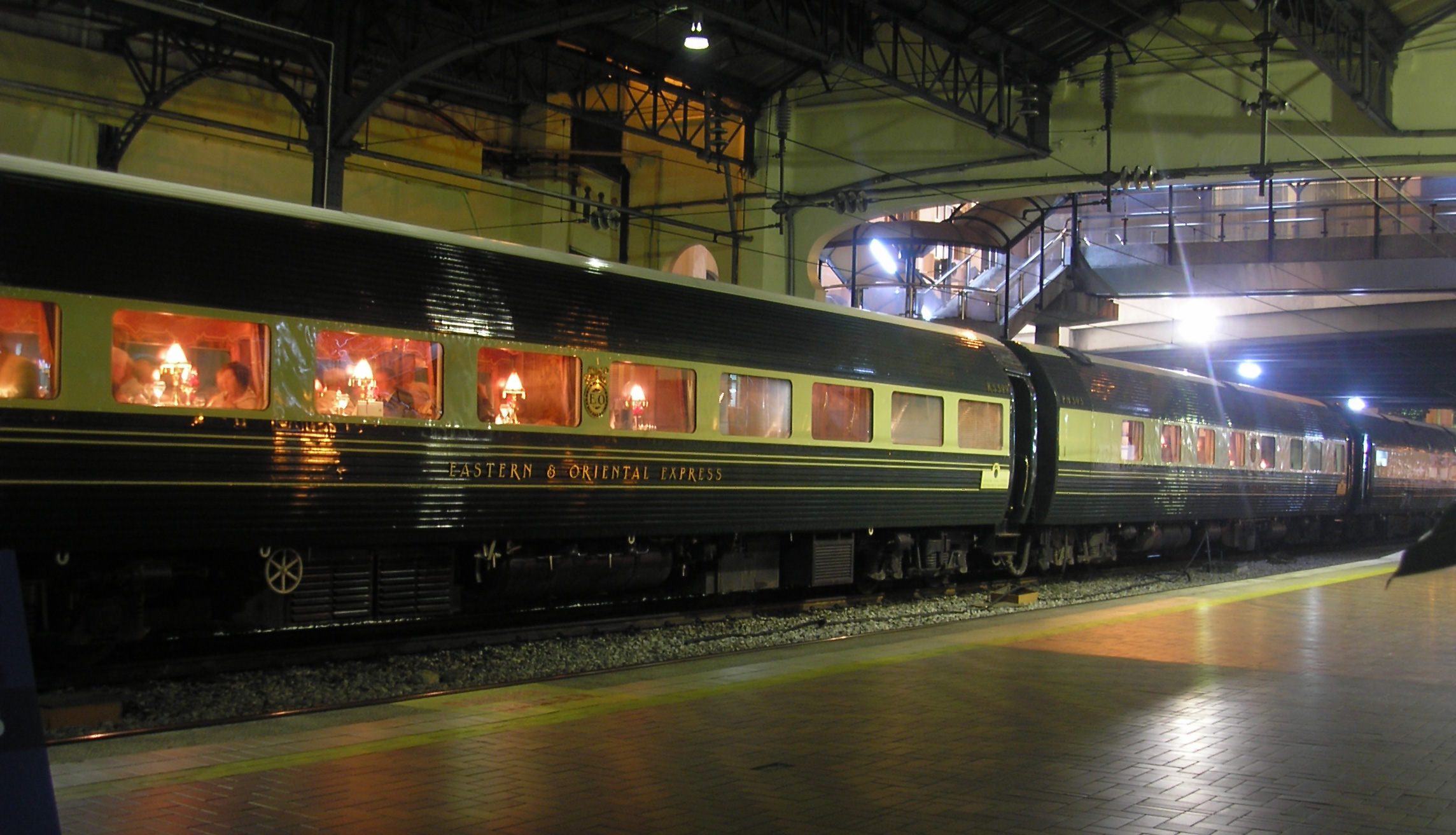
LEastern & Oriental Express dans la gare de Bangkok.

Un train de prestige, l'Eastern and Oriental Express, circule régulièrement sur le réseau sud entre Bangkok et Singapour, et entre Bangkok et Chiang Mai chaque semestre. Des trajets jusqu’à Vientiane ont également lieu depuis l'ouverture du pont de l'amitié. Un accident fit dérailler ce train le 27 juillet 2014.
Bangkok est la première ville du pays équipée d'un métro (depuis 1999 pour sa partie aérienne et depuis 2004 pour sa partie souterraine) et d'un service de bus touristique. En 2022, il est prévu que Chiang May en aura un d’ici la fin des années 2020.

## Projets
Des projets sont en cours pour plusieurs centaines de km de lignes en double voie à cette date et le gouvernement envisage un budget 19,2 milliards d’euros pour la création de quatre lignes à grande vitesse. Celles-ci doivent permettre de compléter un réseau reliant la Chine à Singapour.